# Journal of Controlled Release
Journal of Controlled Release, скорочено J. Control. Release — науковий журнал, який видає Elsevier. Журнал є офіційним виданням Controlled Release Society та Японського товариства системи доставки ліків і наразі виходить 24 номери на рік. Публікуються статті про доставку лікарських засобів.
Імпакт-фактор у 2020 році склав 9,776. Згідно зі статистичними даними Web of Science, цей імпакт-фактор ставить журнал на 23 місце серед 178 журналів в категорії «Мультидисциплінарна хімія» та 10 місце серед 176 журналів у категорії «Фармакологія та фармація».